# Diamantes de Golconda
Los diamantes de Golconda proceden de la región del delta del río Godavari-Krishna en Andhra Pradesh, India. El Fuerte de Golconda, localizado en la parte occidental de la ciudad de Hyderabad, fue sede del sultanato de la dinastía Qutb Shahi, y se convirtió en un importante centro del pulido y del comercio de diamantes. Las piezas de Golconda clasificadas en el Tipo IIa, están formadas por carbono puro, carecen de nitrógeno y son piedras grandes con alta claridad. A menudo se describen como diamantes de primera agua, lo que los convierte en algunas de las gemas más célebres de la historia. El término diamante de Golconda llegó a ser un sinónimo de gemas de calidad incomparable.
Durante 2000 años fueron los únicos diamantes finos conocidos. Debido a siglos de minería intensiva, su producción se agotó en 1830, y desde entonces los gemólogos y los comerciantes los han considerado piezas antiguas, raras y preciosas. Entre los diamantes famosos de Golconda se encuentran el Koh-i-Noor (incoloro), el diamante Nassak (azul), el diamante Hope (azul), el diamante Ojo del Ídolo (azul), el Darya-ye Noor (rosa), el Regente (blanco), el diamante Verde de Dresde y el incoloro diamante Orlov, así como piezas cuyo paradero se desconoce, como el diamante Florentino (amarillo), el diamante Akbar Shah (verde claro), el diamante Nizam (incoloro) y el Gran Mogol (azul claro).
La actividad diamantífera en Golconda alcanzó su máximo auge entre los siglos XVI y XVIII, cuando operaban en la región 23 minas, de las cuales la mina Kollur era la más activa, y en cada una de ellas trabajaban unas 30.000 personas a la vez. Se estima que la producción acumulada de todas las minas de Golconda asciende a unos 10 000 000 quilates (2 t). En 2015, la Universidad de Osmania, en colaboración con Servicio Geológico de la India, descubrió nuevos yacimientos potenciales en la región, aunque en 2022 todavía no había comenzado su explotación minera.
Varias leyendas literarias se inspiraron en los diamantes de Golconda, entre las que figuran el valle de diamantes de Simbad el Marino, los escritos sobre gemas de Marco Polo y el tema del influyente discurso del ministro baptista estadounidense Russell Herman Conwell (1845-1925) titulado Acres de Diamantes. Según la tradición, algunos diamantes de Golconda están malditos, otros otorgan buena suerte a sus dueños o tienen poderes místicos, mientras que también se han usado como talismanes. En 2013, el diamante Princie (parte de las Joyas de los Nizam) se subastó por 39,3 millones de dólares, el precio de subasta más alto registrado para diamantes de Golconda y el récord mundial de 1,1 millones por quilate. Durante un atraco en 2019, el diamante Blanco de Dresde fue robado junto con otras joyas, con un valor total estimado de 128 millones de dólares.

## Geología
La región diamantífera de Golconda se encuentra en el escudo peninsular del sur de la India, que se formó durante el proceso proterozoico de la India insular. La región se extiende sobre 50.000 km², dentro de los sedimentos de la cuenca hidrográfica de los ríos Krishná-Pennar y los traps del Decán. Contiene 120 de las 150 chimeneas de kimberlita de la India. Aunque la kimberlita y la lamproíta son la principal fuente de rocas diamantíferas, los conglomerados y los placeres han producido la mayoría de los diamantes de la región. El Servicio Geológico de la India ha categorizado las chimeneas de kimberlita de la India meridional en los grupos "kimberlita del sur de Wajrakarur", "kimberlita del norte de Narayanpet" y "kimberlita del centro de Raichur". El agregado de kimberlita de Timmasamudram (una parte de la kimberlita del sur de Wajrakarur) es la localización más significativa.

## Historia

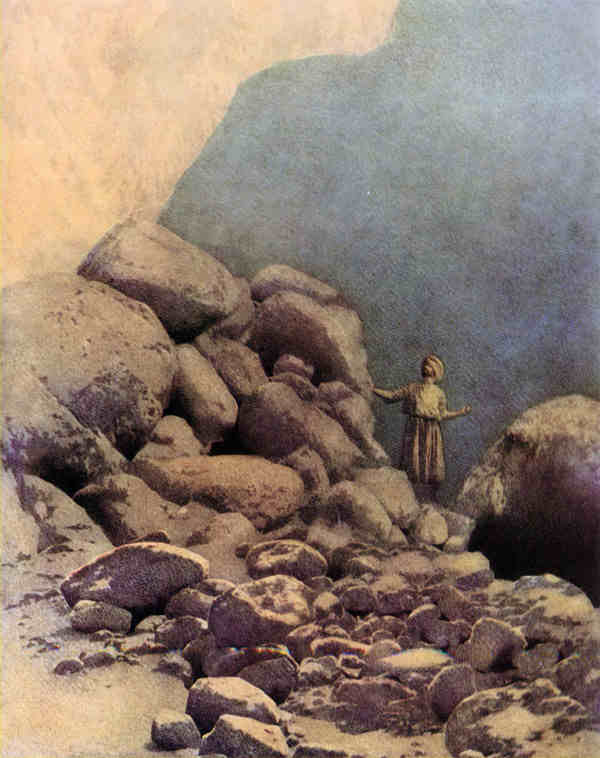
Simbad el Marino y el Valle de los Diamantes, ilustrado por Maxfield Parrish (1870–1966)

Los registros medievales de Europa y Oriente Medio muestran la importancia de la India como fuente de diamantes de alta calidad. Según el historiador de la joyería Jack Ogden, estos registros incluyen los de Plinio el Viejo, Marco Polo, Al-Idrisi, Ahmad al-Tifashi y otros anteriores al siglo XII. Los documentos indican que India producía diamantes "con los que las gemas eran grabadas". Textos antiguos budistas, hinduistas y jainistas como el Artha-shastra (siglo II a. C. - siglo IV d. C.), el Ratna Pariksha y el Purana hacen referencia a ciudades y regiones de la India que produjeron diamantes. El historiador romano Plinio el Viejo (23-79 d. C.) en su Historia natural describió la demanda y la afición de las mujeres nobles de la Roma imperial por los diamantes del sur de la India. Los cuentos de los viajes de Simbad el Marino, que fueron escritos durante el reinado del califa abasida Harún al-Rashid (786-809 d. C.), describen el Valle de los Diamantes, relato que forma parte de la colección de cuentos populares Las mil y una noches (Alf Laila Wa Laila o Alif Laila). Estas descripciones regionales comparten las mismas características del Decán en general y de la región de Golconda en particular. Estos nombres son difíciles de vincular con nombres geográficos modernos.
Hasta el siglo XVII, las minas de esta región eran la única fuente de diamantes del planeta. Según los registros de geólogos, investigadores y comerciantes de los siglos XVIII y XIX, la región al sur del distrito de Kurnool, cerca del valle del río Krishná, en el distrito NTR; Palnadu y Guntur y sus alrededores; el delta del Godavari en Rampachodavaram y Bhadrachalam; el noreste de Madhya Pradesh; el este de Chhattisgarh; el oeste de Jharkhand; y el noroeste de Odisha son posibles yacimientos históricos de diamantes. La región más conocida entre estas era denominada históricamente como «Telingana» o «Tilling», y pasó a llamarse Golconda durante el período de los sultanatos del Decán, siendo generalmente conocida como el delta del Godavari. A medida que los viajeros y comerciantes europeos se involucraban cada vez más en el comercio con los productores de la región, los diamantes de la zona pasaron a denominarse "diamantes de Golconda".

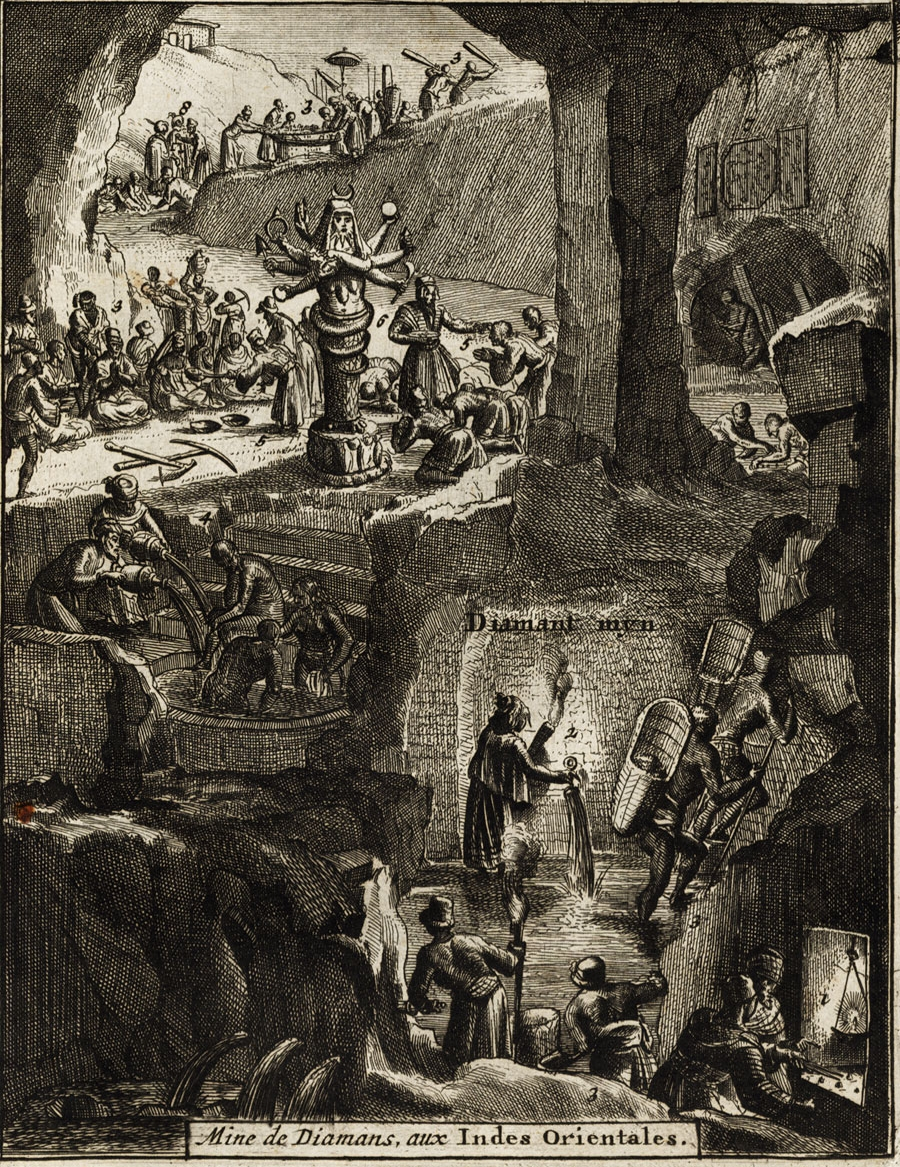
Mina de diamantes en la región de Golconda, 1725 d. C., de la colección de Pieter van der Aa, un editor holandés conocido por preparar mapas y atlas

### Minería
El período de apogeo de la minería de diamantes de Golcondase produjo entre los siglos XVI y XVIII, cuando la región estaba controlada por el sultanato de Golconda y los Nizam. Las minas fueron arrendadas bajo la supervisión de gobernadores regionales, entre los cuales el prominente comerciante de diamantes del siglo XVII, Mir Jumla, se convirtió en el gran visir (primer ministro) del sultanato de Golconda. Estableció una red de comerciantes de diamantes en Europa, África, Oriente Medio y Asia, hasta China y el archipiélago malayo.  Shantidas Jhaveri fue otro comerciante de diamantes del siglo XVII.
Los diamantes de Golconda se extraían de suelos aluviales situados junto a los lechos de los ríos. Las minas solían tener hasta 7,5 m de profundidad. Cuando la minería alcanzaba las aguas subterráneas, se detenía la excavación. Se recolectaban muestras pétreas para su clasificación y análisis en busca de diamantes. Los diamantes en bruto de las minas se transportaban habitualmente a la fortaleza de Golconda (actualmente, la parte occidental de la ciudad de Hyderabad) para que hábiles tallistas extrajeran los cristales de diamante, para su posterior valoración y venta. La artesanía con maclas de diamante, piezas utilizadas para la preparación de otras gemas, se desarrolló inicialmente en la región de Golconda. De las 38 minas de diamantes que existían en la India en aquel momento, 23 se encontraban en el Sultanato de Golconda, de las cuales la mina Kollur era la más destacada y llegó a emplear a 60.000 trabajadores simultáneamente. La mayoría de estas minas estuvieron en plena actividad hasta 1830, pero fueron abandonadas gradualmente al quedar sumergidas por el embalse de riego de Pulichintala o al agotarse. La minería de diamantes en la región disminuyó  poco a poco y finalmente se clausuró de forma oficial.
En 2015, el Centro de Geofísica de Exploración de la Universidad de Osmania y el Servicio Geológico de la India (GSI) realizaron una investigación que identificó tres zonas con 21 nuevos yacimientos potenciales de diamantes cerca del delta de los ríos Krishna y Bhima, y en los lechos de los ríos Krishna, Tungabhadra y Penna. Según la investigación, en los yacimientos se localizan chimeneas volcánicas, que probablemente contienen kimberlita y posiblemente diamantes. Según la revista Outlook India, en 2022, algunas empresas solicitaron derechos mineros en la región de Andhra Pradesh, poco después de que el Instituto Nacional de Investigaciones Geofísicas de la India (NGRI) descubriera yacimientos de diamantes en los siete distritos del estado.

### Comercio
La región de Golconda fue un importante centro comercial y el origen de los diamantes más famosos del mundo. Hasta finales del siglo XIX, fue la principal fuente de los diamantes más finos y grandes del mundo, lo que hizo que el término "diamante de Golconda" fuera sinónimo de gemas de alta calidad. Se ha estimado que en la región de Golconda a lo largo de los siglos se ha comerciado con alrededor de 10 millones de quilates de diamantes. Una unidad de medida para los diamantes de Golconda era el ratti (equivalente a 7⁄8 de un quilate), y la moneda más común era la pagoda de Golconda, que también se llamaba "hun".

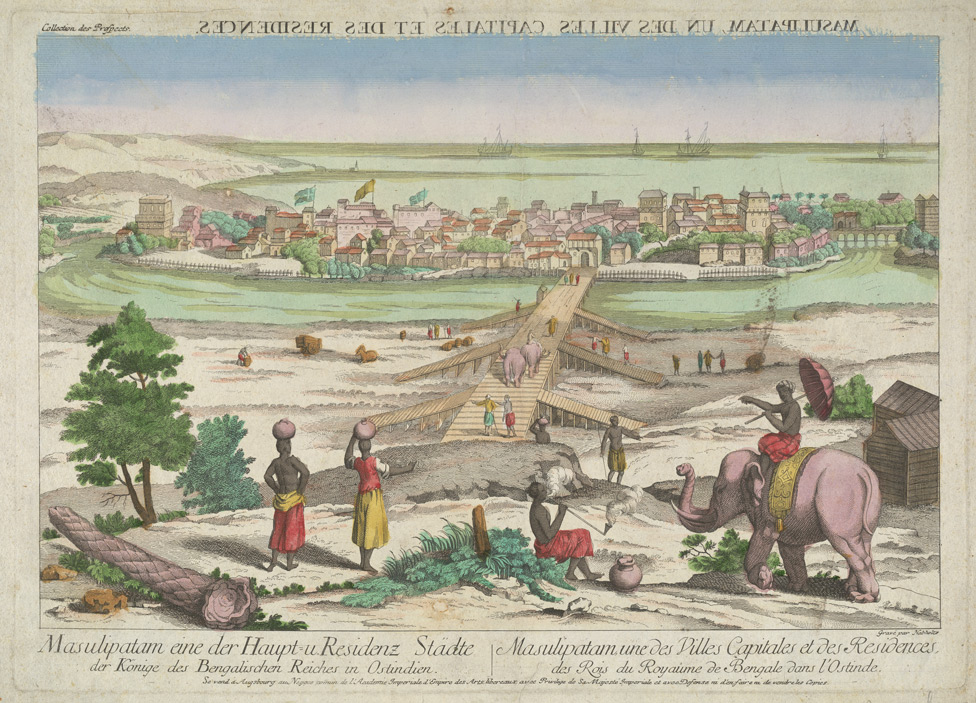
Una escena del puerto de Machilipatnam en 1676, un puerto marítimo importante del Sultanato de Golconda

Golconda había vendido diamantes a los reinos europeos al menos desde la época de Marco Polo (1254-1324). Durante la década de 1420, Niccolò Da Conti, un destacado viajero y comerciante italiano residente en la India, tenía un registro detallado de los valles diamantíferos de la región de Golconda. El descubrimiento de la ruta marítima hacia la India por parte de los portugueses en los siglos XV y XVI, junto con el nuevo puerto del Sultanato de Golconda en Machilipatnam, incrementó la producción y el comercio de los diamantes del sultanato. El incremento de la demanda de los diamantes de Golconda condujo a la exploración y al descubrimiento en la región de nuevas minas de diamantes.
En el siglo XVII, bajo el Sultanato de Golconda, cuando se descubrían nuevas minas y se arrendaban a los mineros, se firmaba un acuerdo llamado "Qaul" bajo la supervisión de los gobernadores regionales, según el cual, por emplear a 100 trabajadores, estos pagarían cuatro pagodas al día, y la renta mensual se basaba en el número de trabajadores en la mina. Las provisiones eran suministradas únicamente por el gobernador con un 50 por ciento adicional de impuestos especiales. Los grandes diamantes que se encontrasen estaban reservados exclusivamente para los gobernantes y se vendían con concesiones. Las castas bania]] y khatri (comunidades mercantiles y comerciantes de la India) poseían la mayoría de las minas. A principios del siglo XVII, algunos representantes de la Compañía Neerlandesa de las Indias Orientales obtuvieron derechos mineros. El explorador francés del siglo XVII Jean-Baptiste Tavernier narró que se le "permitió examinar" el gran diamante mogol de forma ovalada (que ahora está perdido y que se dice que fue cortado en diamantes más pequeños). También informó haber visto en Golconda el diamante Gran Tabla, una pieza plana. Jean de Thévenot, François Bernier o Antoine Destremau eran comerciantes franceses de diamantes de Golconda.
En 1621 y 1622, cuando los gobernantes de Golconda se enteraron de la demanda de sus diamantes en Europa, se apoderaron de todas las minas y detuvieron temporalmente su explotación para aumentar el precio, que posteriormente se duplicó. En 1627, los altos precios llevaron a los comerciantes holandeses a dejar de comprar, pero los británicos de la Compañía de las Indias Orientales los siguieron adquiriendo. El monopolio de la compañía continuó en manos de comerciantes locales como Mir Jumla II, Virji Vora y Kasi Veranna, hasta que las minas se agotaron en la década de 1830. La mayoría de los gobiernos y gobernantes principescos empobrecidos fueron destituidos, lo que los obligó a vender sus joyas, incluidos los diamantes de Golconda, que posteriormente se subastaron. Debido a su linaje real, los relatos místicos y las campañas publicitarias de las empresas, estas gemas se convirtieron en un referente mundial.

## Popularidad

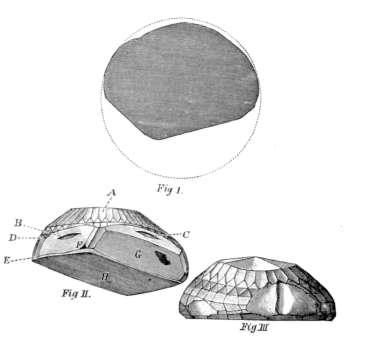
Diagrama del Koh-i-Noor cortado antes de 1852.
Fig. I. El área sombreada corresponde a la base.
Fig. II. A: defecto; B y C: muescas talladas para sujetar la piedra en un engaste; D: defecto creado por fractura en E; F: fractura creada por un golpe; G: plano de clivaje sin pulir; H: plano de clivaje basal.
Fig. III. El lado opuesto muestra las facetas y la cima de la "Montaña de Luz".

Históricamente, en la región de Golconda se extraían diamantes de alta calidad, que estaban reservados para emperadores y gobernantes. En ocasiones, se consideraba que los diamantes poseían poderes sobrenaturales y se usaban como amuletos y talismanes. El diamante Shah Jahan, que actualmente forma parte de la Colección Al Saba, fue una vez un amuleto de los emperadores mogoles. Los diamantes eran apreciados como piedras preciosas, y se creía que eran un regalo de Dios a la humanidad, de manera que poseerlos era un signo de supremacía. Los diamantes de Golconda se popularizaron en Oriente Medio y el mundo occidental gracias a viajeros y comerciantes medievales y de la época moderna, como Niccolò de' Conti, Al-Idrisi, Marco Polo y Jean-Baptiste Tavernier. Los diamantes de la India, la mayoría de los cuales eran diamantes de Golconda, se usaban para decorar las coronas, diademas y cetros de las principales naciones. Poseer un diamante de Golconda era un motivo de orgullo para cualquier gobernante. En el siglo XIX, la Revolución Industrial impulsó el crecimiento de la economía mundial, y la introducción de sofisticadas técnicas de corte y pulido generó una mayor demanda mundial de diamantes. La popularidad de los diamantes de Golconda ha aumentado desde la década de 1950, gracias a las exitosas campañas publicitarias de los comerciantes, y siguen gozando del favor de los compradores de joyas en el siglo XXI.

### Propiedades físicas
Los diamantes de Golconda son calificados como los más magníficos del mundo. Están formados por carbono puro y no contienen nitrógeno. Poseen una alta calificación, lo que les otorga la rara clasificación en el Tipo IIa, que poseen menos del dos por ciento de los diamantes naturales del mundo. Son grandes y se presentan de forma natural en muchos colores, lo que junto a su claridad y sus propiedades físicas, los hace reconocibles. Los denominados diamantes de primera agua se han hecho conocidos por su transparencia.

### Diamantes notables
Aunque los diamantes de Golconda son conocidos por su tamaño y su claridad, sus minas están actualmente agotadas e inactivas. Descubrimientos posteriores de yacimientos de diamantes en regiones como Brasil después de 1730, Australia después de 1851 y África después de 1866 proporcionaron importantes suministros de diamantes, aunque su claridad generalmente no supera a la de los diamantes de Golconda. Por estas razones, los diamantes de Golconda siguen estando entre las gemas más célebres del mundo.
Algunos de los diamantes notables de Golconda son:
- El Darya-ye Noor, que forma parte de la colección de las Joyas de la Corona Iraní depositada en el Banco Central de la República Islámica de Irán en Teherán.
- El diamante Nizam, desaparecido de Hyderabad tras una intervención policial en 1948.[72]
- El Gran Mogol y el diamante Orlov, que forman parte de la colección del Fondo Diamantífero depositada en la Armería del Kremlin de Moscú.
- El Koh-i-Noor forma parte de las Joyas de la Corona británica, y se encuentra en la Casa de Joyas de la Torre de Londres.
- El diamante Hope pertenece al Museo Nacional de Historia Natural de los Estados Unidos en Washington D. C..[73]
- El Regente pasó de los monarcas franceses Carlos X y Napoleón Bonaparte al Gobierno de Francia, y ahora forma parte de las Joyas de la Corona de Francia que se exhiben en Museo del Louvre de París.[33][34]
- El diamante Ojo del Ídolo fue robado por un sirviente del sultán otomano Abdul Hamid II mientras estaba exiliado en París, donde fue vendido a un aristócrata español desconocido.[74]
- El diamante Florentino, de color amarillo, era propiedad del gran duque Fernando I de Médici, y posteriormente pasó a formar parte de las Joyas de la Corona Austríaca. Se desconoce su paradero actual.[75]
- El diamante Akbar Shah llevaba grabados los nombres de los emperadores mogoles Akbar, Jahangir y Sha Jahan, y posteriormente se montó en el Trono del Pavo real. Después de que el gobernante persa Nader Sah lo perdiera, el diamante apareció a la venta en Turquía, donde fue adquirido por una empresa británica que posteriormente lo reformó y lo vendió al príncipe de Baroda en la India, Malhar Rao Gaekwad. Se desconoce quién es el actual propietario del diamante.[76]

Los cuatro diamantes de color rosa más importantes del mundo provienen de Golconda. El cardenal Mazarino fue un influyente ministro principal de Francia durante los reinados de Luis XIII y de Luis XIV. Mazarino, un experto en joyas, patrocinó el viaje de Jean Baptiste Tavernier a la India para adquirir diamantes. Entre su colección se encuentra el diamante Gran Mazarino (una pieza rosa claro de 19,07 quilates), que siempre mantuvo cerca de sí. En su testamento, legó el diamante para decorar la corona francesa. Todos los gobernantes franceses, desde Luis XIV hasta Napoleón III, lo han lucido. Tras la derrota de Francia en la guerra franco-prusiana (1870), el diamante, junto con otras joyas de la corona francesa, se vendió para compensar las pérdidas. Frederic Boucheron, propietario de una joyería, lo adquirió.

### En la cultura popular
- Durante un viaje al Oriente Medio en 1869, Russell Herman Conwell, abogado y educador que fundó la Universidad del Temple en Filadelfia, conoció a un beduino árabe, quien le contó una historia según la cual "bajo la granja de Ali Hafed se encontraban las grandes minas y los diamantes de Golconda". Intrigado por la historia, Conwell preparó su influyente conferencia "Acres de Diamantes".[78][79]
- En 1953, los diamantes de Golconda se popularizaron cuando la actriz Marilyn Monroe posó luciendo el diamante Luna de Baroda para promocionar su película "Los caballeros las prefieren rubias", donde interpreta la canción "Diamonds Are a Girl's Best Friend".[80][81][82] La canción se convirtió en una frase popular,[83] y popularizó el diamante, especialmente en los anillos de compromiso, como símbolo de romance y amor.[61][62]
- En 1959, el anillo con el diamante Krupp fue sustraido a la actriz alemana Vera Krupp (1909-1967) en un robo en su casa. El diamante fue recuperado tras la intervención del FBI. En 1968, pasó a manos de Elizabeth Taylor, quien lo rebautizó como "diamante de Elizabeth Taylor".[84][85] Taylor era aficionada a las joyas y poseía una colección de gemas y joyas; también publicó un libro sobre su colección titulado "My Love Affair with Jewelry" (2002).[86][87][88]
- En la película de 1977 Titanic, aparece un collar de diamantes azules diseñado por la joyería londinense Asprey & Garrard, que se inspiró en tres diamantes de las Joyas de la Corona Francesa: El Regente, el diamante María Antonieta Azul y el diamante Hope.[81]
- El diamante Princie, de color rosa y talla cojín, de 34,65 quilates, formaba parte de las Joyas de los Nizams de Hyderabad. Fue subastado en 2013 por Christie's y vendido por 39,3 millones de dólares, el precio de subasta más alto registrado para un diamante de Golconda y un récord mundial de 1,1 millones de $ por quilate.[89]
- El 28 de julio de 2014, el canal de televisión estadounidense Animal Planet presentó un episodio titulado "La Maldición de Golconda" en la primera temporada de la serie Cazadores de tesoros perdidos.[90]
- El collar Cartier Toussaint de la película de 2018 Ocean's 8 se inspiró en el collar de Ranjitsinhji, gobernante del  estado de Nawanagar en la India. El principal atractivo del collar es su pieza central, el diamante Reina de Holanda de 136,25 quilates (27,3 g), cuyo lugar de origen se desconoce, pero por sus características, los gemólogos lo situaron entre los diamantes de Golconda.[91]

## Leyendas y folclore

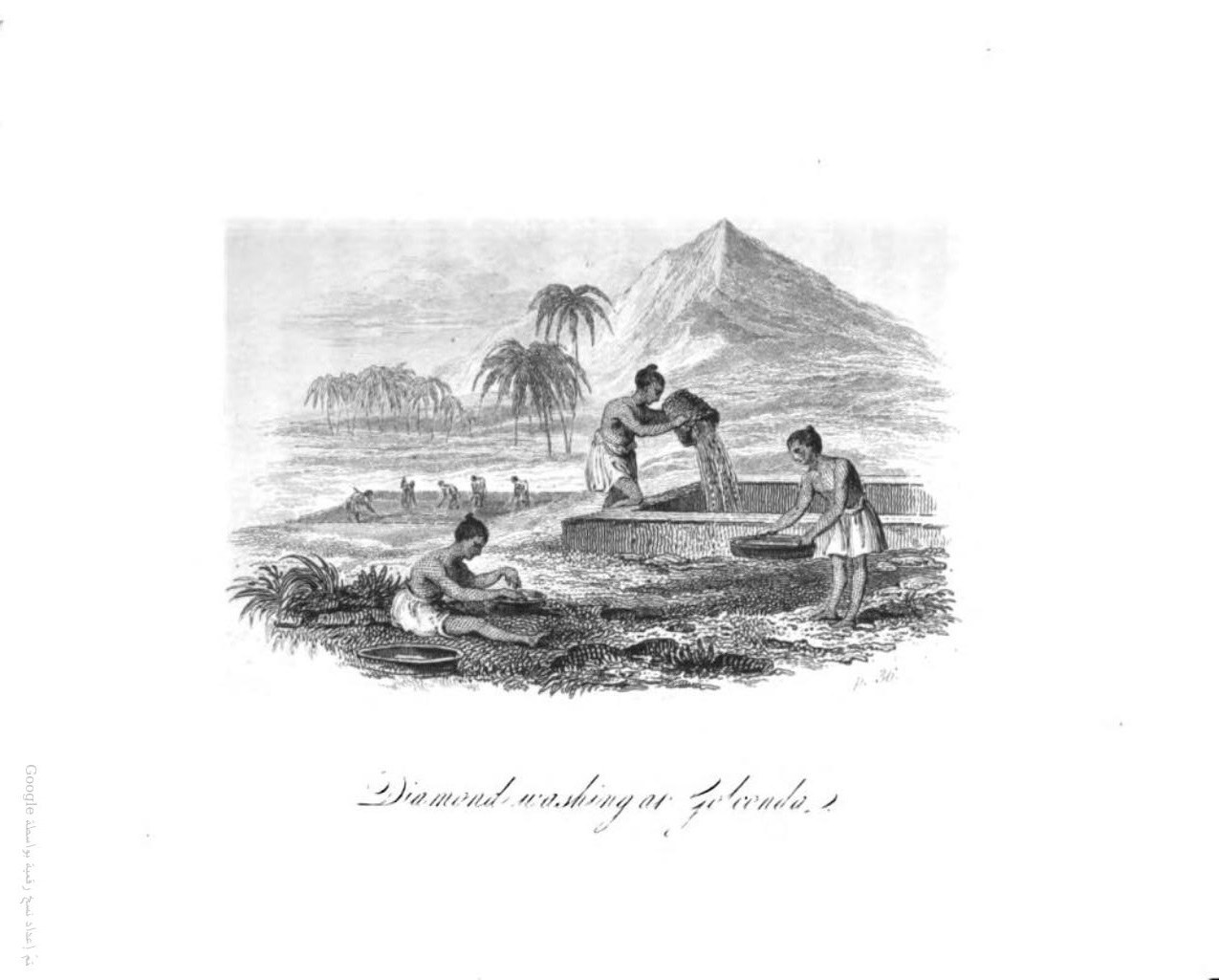
Mujeres en el proceso de lavado de la arcilla del suelo, en un lugar indeterminado de una mina de Golconda

Según una leyenda popular, el Koh-i-Noor solo debe ser poseído por una mujer y traerá mala suerte a un hombre. Alaudín (1266-1316), el primer gobernante musulmán de la India, quien lo obtuvo de la dinastía Kakatiya, fue asesinado por su esclavo. El sah de Persia Nader (1688-1747), quien obtuvo el Koh-i-Noor tras el saqueo del imperio mogol y le dio su nombre actual, también murió asesinado. Otro gobernante persa, Shuja Shah Durrani (1785-1842), fue derrocado por su predecesor y se exilió. El marajá sij Ranjit Singh (1780-1839) murió de un ataque al corazón. El diamante acabó en manos de la Compañía Británica de las Indias Orientales, que  se lo entregó a la reina Victoria en 1850. Posteriormente fue engarzado sucesivamente en las coronas de la reina Alejandra, de la reina María y en la de la reina Madre Isabel. Esta última corona, junto con las otras Joyas de la Corona, se exhiben en la Jewel House de la Torre de Londres.
Relatos de mala fortuna y maldiciones también se asocian con el diamante Hope. Tavernier, quien llevó la piedra a París, fue "despedazado por perros salvajes" en Constantinopla. Luis XIV de Francia se la dio a madame de Montespan, a quien posteriormente abandonó. El sultán Hamid de Turquía se la dio a Abu Sabir para que la puliera, pero Sabir fue posteriormente encarcelado y torturado. Un artículo titulado "El diamante Hope ha traído problemas a todos sus propietarios" apareció en The Washington Post en 1908.
Según la leyenda, el diamante Regente fue descubierto entre 1698 y 1701 en la mina de Kollur. Un trabajador esclavo que encontró el diamante lo sacó de contrabando, escondiéndolo en lo profundo de un corte que él mismo se hizo. El esclavo quería escapar de la India con el diamante, así que contactó con el capitán de un barco británico. El esclavo y el capitán acordaron compartir a partes iguales las ganancias de la venta del diamante a cambio de un pasaje seguro. Más tarde, el capitán robó el diamante, mató al esclavo y lo vendió a un comerciante indio llamado Jamchand, quien supuestamente se lo vendió a Thomas Pitt, quien a su vez se lo vendió a Felipe II de Orleans.
Según la tradición narrada por Marco Polo tras sus visitas a la región de Golconda en el siglo XIII, el valle de los diamantes estaba repleto de serpientes venenosas, lo que hacía peligrosa la obtención de las gemas. Los comerciantes de diamantes llevaban un rebaño de ganado a la cima de la colina cercana al valle. Tras sacrificar el ganado, lanzaban la carne de vaca hacia el valle de los diamantes. La carne se pegaba a los diamantes, que eran recogidos por águilas y buitres que llevaban la carne de vaca a sus nidos para comérsela. Las piedras quedaban en los nidos después de que las aves consumieran la carne, lo que permitía que los trabajadores de los comerciantes locales las rastrearan y recolectaran. Según Jean R. Brink, autor de «Cultura renacentista en contexto: teoría y práctica» (2017), esta leyenda se repite en numerosas obras literarias medievales árabes y chinas. También fue repetida por Marco Polo, quien estuvo en Warangal, la capital de la región, pero no visitó las minas.

## Controversias, escándalos y robos

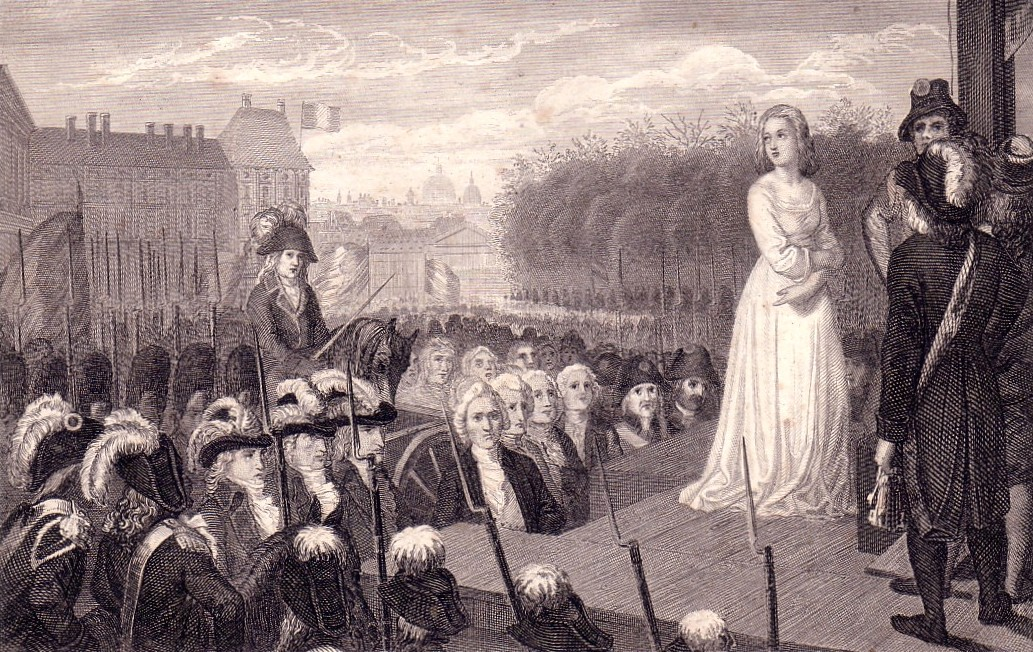
María Antonieta de Francia siendo llevada a su ejecución, un grabado en plancha de acero de 1850

Al ser las piedras más famosas, grandes y valiosas del mundo con historias interesantes, los diamantes de Golconda atraen envidia y fascinación, por lo que se han producido numerosas controversias, robos y escándalos a su alrededor. El asunto del collar (1784-1786) estuvo motivado por un collar que contenía 647 gemas con un peso total de 2800 quilates. El incidente atrajo el descrédito sobre la reina María Antonieta y posteriormente fue utilizado por los instigadores de la revolución francesa. En 1792, las Joyas de la Corona Francesa fueron robadas del Garde Meuble (el Tesoro Real). Aunque la mayoría de las joyas fueron recuperadas, los ladrones vendieron los Diamantes Sancy y Regente, y el diamante Azul de la Corona de Francia fue cortado y rebautizado como diamante Hope. El ladrón devolvió el diamante (que había pertenecido al cardenal Mazarino) a cambio de un indulto, y la gema fue restituida a la corona francesa. En 1811, Napoleón Bonaparte regaló a su esposa María Luisa el collar de diamantes de Napoleón. Esta pieza fue el origen de un caso seguido por la prensa sensacionalista durante la Gran Depresión (1929), cuando el archiduque Leopoldo de Austria fue encarcelado por cargos relacionados con la venta del collar.
En 1980, se llevó a cabo un robo en el Ayuntamiento de Sídney, Nueva Gales del Sur, Australia, para sustraer el diamante amarillo de 95 quilates Golconda d'or de una exposición. En 2019, la Colección Al Thani de Catar fue sometida a juicio tras comprar el diamante Princie en una subasta sin el consentimiento del heredero de la gema. El asunto se resolvió extrajudicialmente. Ese mismo año, joyas por valor de 1200 millones de dólares fueron robadas en un atraco a la Grünes Gewölbe, en el Palacio de Dresde, Alemania. Junto con otros tesoros, fue sustraído el diamante Blanco de Dresde, una pieza de 49 quilates con talla de rosa, que se había convertido en una charretera durante la guerra de los Siete Años de 1756. El diamante perteneció al gobernante del siglo XVIII Federico Augusto I de Sajonia.